# Eyraud-Crempse-Maurens
Eyraud-Crempse-Maurens es una comuna nueva francesa situada en el departamento de Dordoña, de la región de Nueva Aquitania.

## Historia
Fue creada el 1 de enero de 2019, en aplicación de una resolución del prefecto de Dordoña de 21 de septiembre de 2018 con la unión de las comunas de Laveyssière, Maurens, Saint-Jean-d'Eyraud y Saint-Julien-de-Crempse, pasando a estar el ayuntamiento en la antigua comuna de Maurens.

## Demografía
Según los datos aportados en la resolución del prefecto de Dordoña, la comuna se crea con 1647 habitantes.

## Composición
| Comuna fusionada        | Código INSEE | Población (2018) | Superficie (km²) | Densidad (hab./km²) |
| ----------------------- | ------------ | ---------------- | ---------------- | ------------------- |
| Laveyssière             | 24233        | 142              | 6.7              | 21                  |
| Maurens                 | 24259        | 1052             | 22.58            | 47                  |
| Saint-Jean-d'Eyraud     | 24427        | 175              | 10.05            | 17                  |
| Saint-Julien-de-Crempse | 24431        | 219              | 11.18            | 20                  |